# Lista de instalações olímpicas do tênis
Para os Jogos Olímpicos de Verão, estas são as instalações usadas para o tênis. Nas duas edições em Londres, o esporte foi disputado em locais distintos no All England Lawn Tennis and Croquet Club. Em 1908, Worple Road cedeu o espaço, onde atualmente fica o Wimbledon High School. A atual Church Road foi inaugurada em 1922. Abriga o Torneio de Wimbledon desde então e, em 2012, também sediou os Jogos Olímpicos. 
| Edição              | Instalação                                             | Piso                | Capacidade          |
| ------------------- | ------------------------------------------------------ | ------------------- | ------------------- |
| Paris 2024          | Stade Roland Garros                                    | saibro              | 15 000              |
| Tóquio 2020         | Ariake Coliseum                                        | duro                | 10.000              |
| Rio de Janeiro 2016 | Centro Olímpico de Tênis                               | duro                | 18.250              |
| Londres 2012        | All England Lawn Tennis and Croquet Club (Church Road) | grama               | 30.000              |
| Pequim 2008         | Centro de Tênis Olympic Green                          | duro (Deco Turf II) | 17.400              |
| Atenas 2004         | Athens Olympic Tennis Centre                           | duro (Deco Turf II) | 8.600               |
| Sydney 2000         | NSW Tennis Centre                                      | duro (Rebound Ace)  | 10.000              |
| Atlanta 1996        | Stone Mountain Tennis Center                           | duro (Plexipave)    | 27.500              |
| Barcelona 1992      | Tennis de la Vall d'Hebron                             | saibro              | 8.000               |
| Seul 1988           | Olympic Tennis Center                                  | duro (Neodex)       | 15.000              |
| Paris 1924          | Stade de Tennis de Colombes                            | saibro              | não informado       |
| Antuérpia 1920      | Beerschot Tennis Club                                  | grama               | não informado       |
| Estocolmo 1912      | Östermalm Athletic Grounds                             | saibro              | não informado       |
| Londres 1908        | All England Lawn Tennis and Croquet Club (Worple Road) | grama               | não informado       |
| St. Louis 1904      | Francis Field                                          | saibro              | não informado       |
| Paris 1900          | Sports Club (Puteaux)                                  | saibro              | não informado       |
| Atenas 1896         | Athens Lawn Tennis Club Neo Phaliron Velodrome         | saibro              | não informado 7.000 |

## Galeria

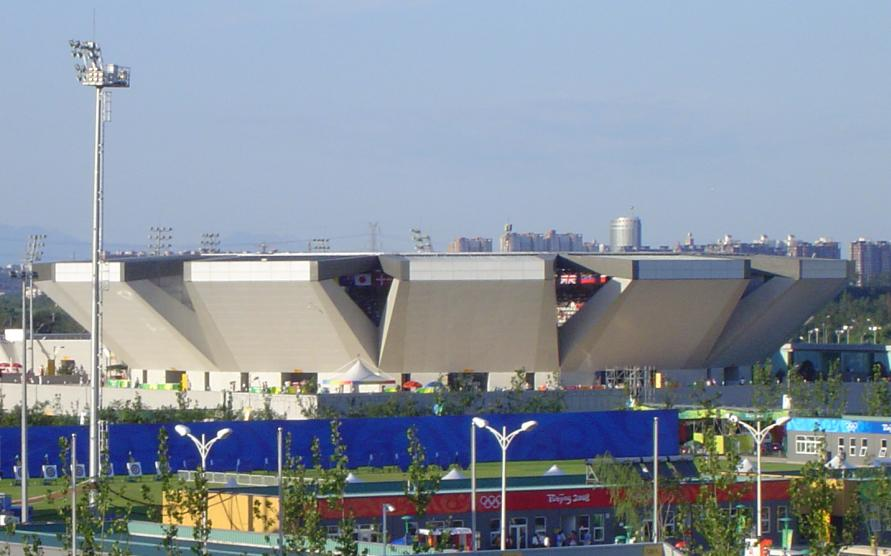
O Centro de Tenis Olympic Green foi a sede nos Jogos Olímpicos de Verão de 2008.
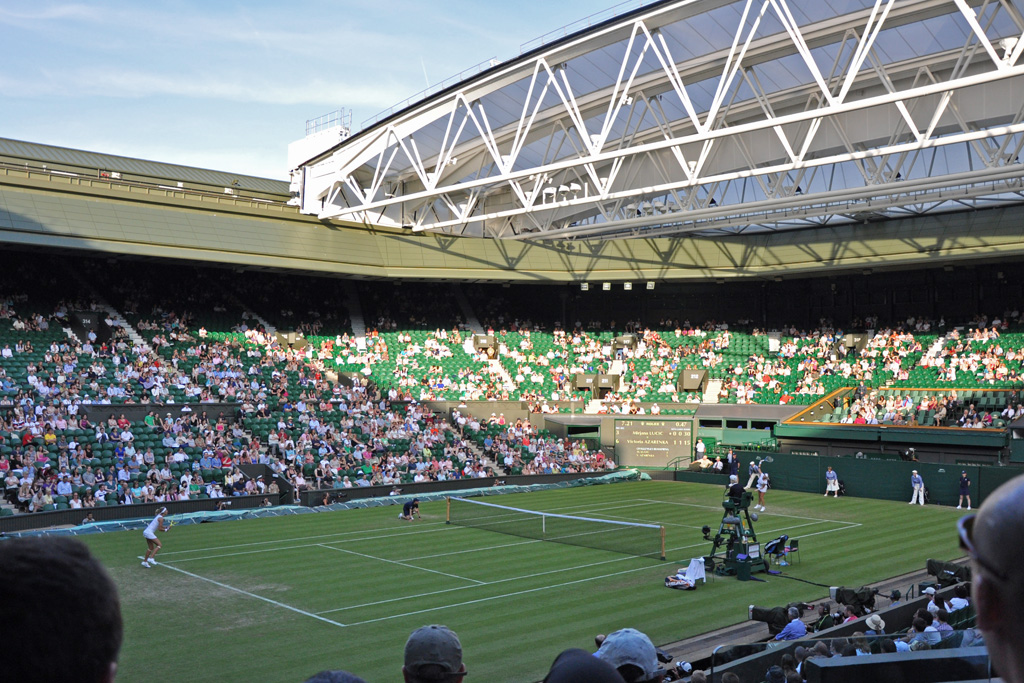
O All England Lawn Tennis and Croquet Club, em Wimbledon cedeu as instalações para os Jogos Olímpicos de Verão de 2012 .